# Amerikaans-Belgische betrekkingen

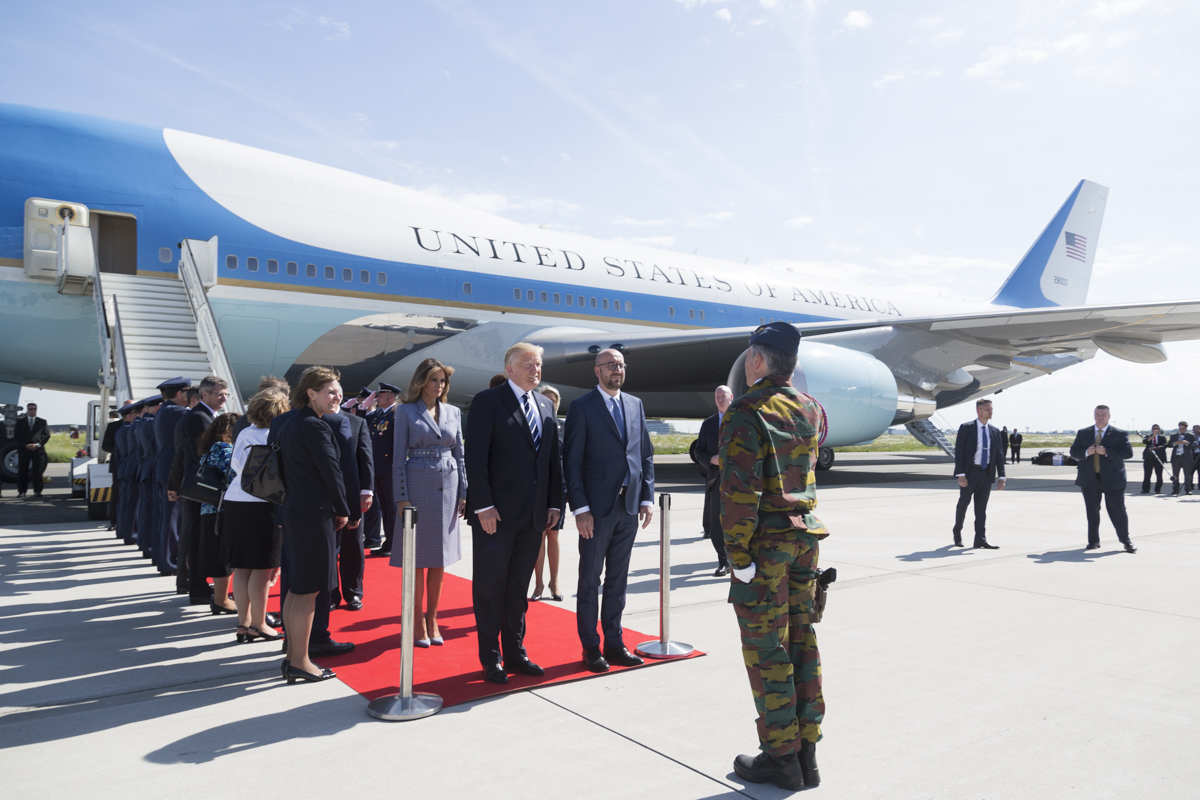
Donald en Melania Trump worden ontvangen in België door eerste minister Charles Michel. Vliegbasis Melsbroek, 24 mei 2017.

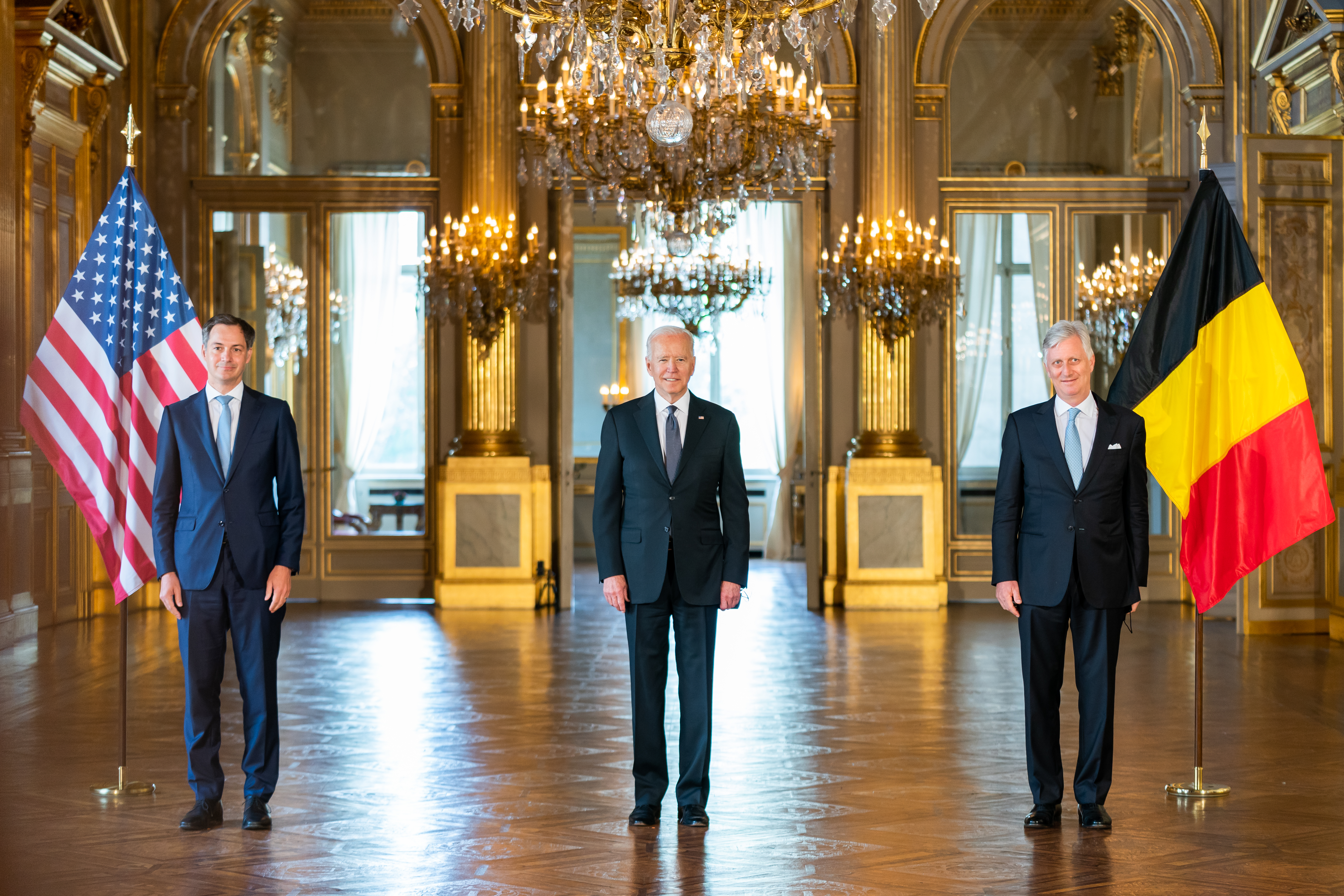
Amerikaans president Joe Biden met koning Filip van België en eerste minister Alexander De Croo. Brussel, Koninklijk Paleis, 15 juni 2021.

De betrekkingen tussen België en de Verenigde Staten gaan terug tot de Belgische Revolutie in 1830.

## Landenvergelijking
|                 | Verenigde Staten   | België                   |
| --------------- | ------------------ | ------------------------ |
| Bevolking       | 332.639.102 (2020) | 11.720.716 (2020)        |
| Oppervlakte     | 9.826.675 km²      | 30.528 km²               |
| Dichtheid       | 33,9/km² (2020)    | 383,9/km² (2020)         |
| Hoofdstad       | Washington D.C.    | Brussel                  |
| Regeringsvorm   | Federale republiek | Federale monarchie       |
| Officiële talen | Engels             | Nederlands, Frans, Duits |

## Geschiedenis

### Tweede Wereldoorlog(1939-1945)
De Verenigde Staten hielpen België te bevrijden van de Duitse bezetting. Dat deden ze samen met Canada en het Verenigd Koninkrijk.

### Koude Oorlog(1946-1991)
België werd na de Tweede Wereldoorlog gesteund door de Verenigde Staten met het Marshallplan. In 1949 waren zij beide een van de oprichters van de NAVO. Beide landen droegen in de jaren 50 bij aan de Koreaanse Oorlog.

### Na de Koude Oorlog (1991-heden)
Beide landen droegen bij aan enkele vredemissies, waaronder in de Balkan, Irak, Libanon en Afghanistan.

## Samenwerking
België en de Verenigde Staten werken samen nauw op vele buitenlandse vlakken. Beide landen zijn lid van de Verenigde Naties. Beide landen behoren ook tot de oprichters van het Noord-Atlantische Verdragsorganisatie en de Organisatie voor Veiligheid en Samenwerking in Europa.

## Diplomatieke missies
De Verenigde Staten hebben een ambassade in Brussel en België in Washington D.C.. België heeft drie consulaten, namelijk in Atlanta, Los Angeles en New York.

## Emigratie
Volgens het United States Census Bureau (census van 2000) wonen er 360.642 Amerikaanse Belgen in de Verenigde Staten.